# ソング・トゥ・ソング
『ソング・トゥ・ソング』（Song to Song）は、2017年のアメリカ合衆国のドラマ映画。監督・脚本はテレンス・マリック、出演はマイケル・ファスベンダーとライアン・ゴズリングなど。PG12指定。
夢を追い求めて模索する4人の男女の姿を流麗な映像美で描いた詩的ドラマである。

## ストーリー
テキサス州オースティンの音楽業界。そこは夢を追い求める者たちで溢れた世界でもあり、誘惑と裏切りに満ちた世界でもあった。そんな世界で生き抜く2組のカップルの姿を描き出していく。

## キャスト
※括弧内は日本語吹替。
- クック: マイケル・ファスベンダー（花輪英司） - 音楽業界の大物。
- BV: ライアン・ゴズリング（内田夕夜） - 作詞家。
- フェイ: ルーニー・マーラ（小林沙苗） - 作詞家。
- ロンダ: ナタリー・ポートマン（坂本真綾） - ウェイトレス。
- アマンダ: ケイト・ブランシェット（西村野歩子）
- リッキ: リッキ・リー（仁胡）
- デュアン: ヴァル・キルマー（栗田圭）
- ゾーイ: ベレニス・マーロウ（五味沙也香）
- ミランダ: ホリー・ハンター
- BVの弟: トム・スターリッジ
- BVの弟: オースティン・アメリオ
- ジュディ: リンダ・エモンド - BVの母親。

### カメオ出演
- フローレンス・ウェルチ
- パティ・スミス（亀中理恵子）
- イギー・ポップ（江原実）
- ブラックリップス（英語版）
- アラン・パロモ
- フリー
- ジョン・ライドン
- スパンク・ロック
- テガン・アンド・サラ（英語版）
- アンソニー・キーディス
- チャド・スミス
- ジョシュ・クリングホッファー
- ビッグ・フリーディア（英語版）

## 製作

### 構想
2011年11月、ライアン・ゴズリング、クリスチャン・ベール、ケイト・ブランシェット、ルーニー・マーラ、ヘイリー・ベネットの5名の起用とサラ・グリーン、ニコラス・ゴンダのプロデューサー就任が発表された。当初、本作のタイトルは「Lawless」になる予定であったが、マリックがジョン・ヒルコートにそのタイトルの使用を許したため、タイトルが変更されることになった。2012年11月、ベレニス・マーロウが本作に出演するという報道があった。2015年3月には、本作のタイトルが「Weightless」に決まった。しかし、2016年2月、本作のタイトルが「Song to Song」へ変更されるという発表があった。同年12月、イギー・ポップ、ジョン・ライドン、アラン・パロモらがカメオ出演することに決まった。

### 撮影
2011年12月、ルーニー・マーラは『ソング・トゥ・ソング』の撮影は2012年9月に始まる予定だと述べた。彼女の発言通り、テキサス州オースティンでの撮影は2012年9月から開始された。ただし、ネオン・インディアンのアラン・パロモの出演シーンの撮影は3月に行われていた。

### ポスト・プロダクション
マリックは編集前のフィルムにして8時間分の撮影をしていたため、出資者とスタジオに追加の出資を依頼しなければならない事態に追い込まれていた。そのため、本作のポスト・プロダクション作業は予定よりも長引くことになった。
2013年10月、ファスベンダーが自身の出演シーンがすべてカットされるのではないかという疑念を述べた。11月には、ベールも同様の懸念を示した。
最終的に、ベニチオ・デル・トロ、クリスチャン・ベール、ヘイリー・ベネット、アンジェラ・ベティス、ボイド・ホルブルック、トレヴァンテ・ローズ、アイアン・アンド・ワイン、フリート・フォクシーズ、アーケイド・ファイアの出演シーンが全カットされることになった。

## 公開
2015年2月、ブロード・グリーン・ピクチャーズが本作の北米配給権を購入したとの報道があった。2016年3月10日、本作はサウス・バイ・サウスウエストでプレミアを迎えた。その際、普段公の場に姿を現さないマリックが、珍しくインタビューに応じたため、多くの映画ファンの注目を集めることになった。

## 評価
本作への評価は激しく割れている。映画批評集積サイトのRotten Tomatoesには70件のレビューがあり、批評家支持率は49%、平均点は10点満点で5.7点となっている。サイト側による批評家の見解の要約は「語りは最小限に留められているが、画面は実に美しい。テレンス・マリック監督の『ソング・トゥ・ソング』では、良くも悪くも、氏の近年の作品に含まれている要素が反響しあっている。」となっている。また、Metacriticには30件のレビューがあり、加重平均値は52/100となっている。
『インデペンデント』のクリストファー・ホートンは本作に5つ星評価で満点となる5つ星を与え、「テレンス・マリックの近年の作品を『難解だ』と酷評することが批評家の間では流行しているが、本作こそ傑作であり、人生を変えるような作品と言ってもよい」と絶賛している。その一方で、『エンターテインメント・ウィークリー』のジョー・マクガヴァンは本作を「ストーリーが支離滅裂だ。映画自体が観客の理解を拒んでいるようだ。特に意味もない個所を執拗に描写しようとする。しかも、奇妙なシーンだらけだ。気の抜けた何かが深みに達しようとしているようだ。観客は各シーンの余白の中に理解できるものを探そうとするだろうが、それは見つからないのである」と酷評している。